# Félix Sarriugarte Montoya
 Félix Sarriugarte (Durango, 6 de novembre de 1964) és un exfutbolista i entrenador basc. A primera divisió va jugar 68 partits amb l'Athletic Club i 90 amb el Reial Oviedo, marcant un total de 28 gols.
Com a tècnic, destaca el seu pas pel primer equip de l'Athletic de Bilbao.

## Clubs

### Com a jugador
- Bilbao Athletic 1982-1987
- Athletic Club 1986-1989
- Reial Oviedo 1989-1994
- UD Las Palmas 1994-1995
- Atlètica Gramenet 1995-1996

### Com a entrenador
- Baskonia 2003-2004
- Bilbao Athletic 2005-2006
- Athletic Club 2006-2007